# 公民公報

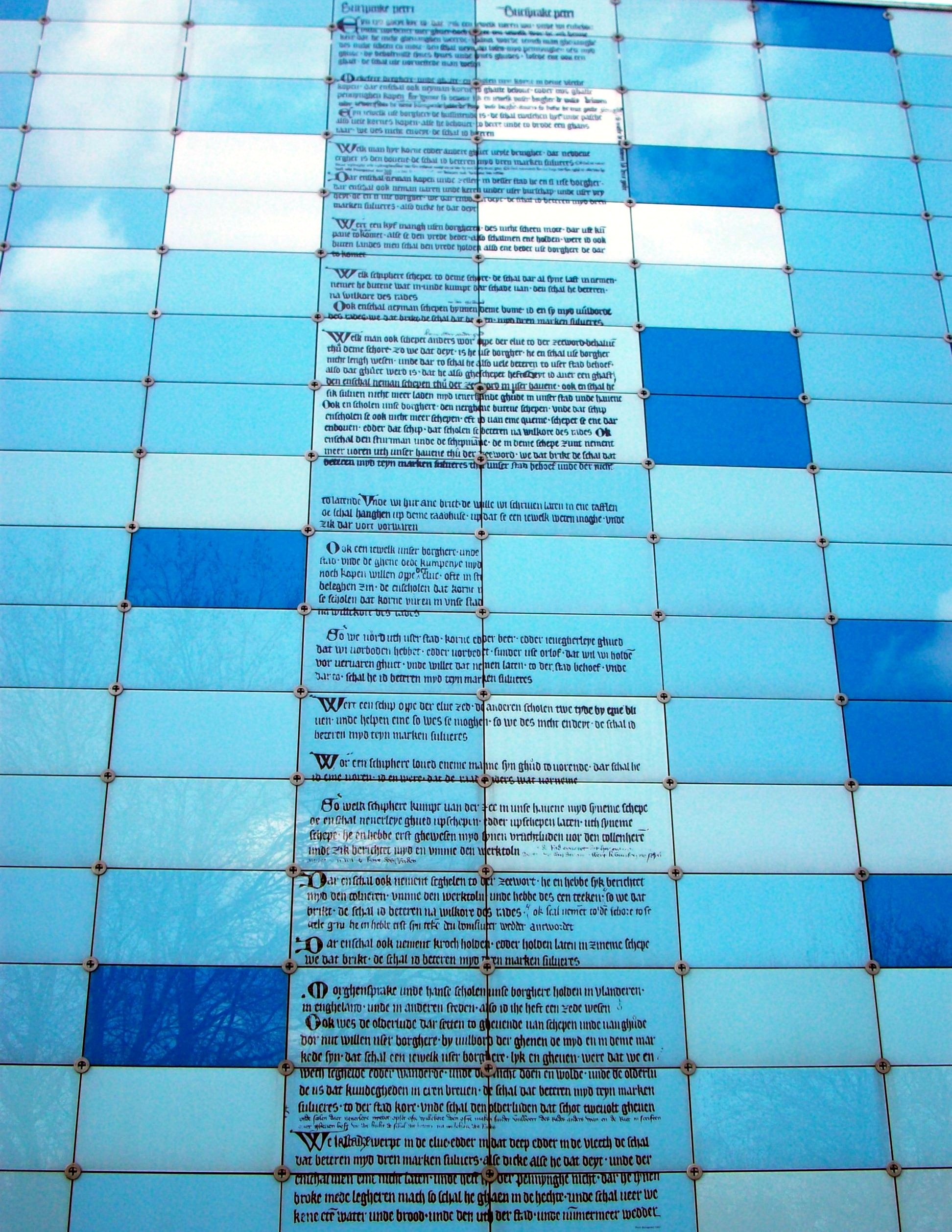
漢堡國家檔案館所藏1363年的佩特里公民公報。

公民公報（德語：Bursprake；Buursprache；Bürgersprache；Bauersprache），為一種自治市鎮法定活動及概念，通行於中世紀晚期在以梅克倫堡為中心的德意志北部諸城。在勃蘭登堡和威斯特伐利亞一些城鎮以及利沃尼亞的里加，其屬於一種議定法規的議會會議，而在呂貝克、不來梅和漢堡的決策，其屬於一種做出理事會或市議會決定的公民會議。議員會將其展示予公眾，包括那些未參與決議程序的公民們。從廣義上講，該定義也指稱市議會在會議上所宣讀的監管規定及指示的彙集。其具有城鎮憲章和法律的部分特徵。公民公報 是除城鎮權利和休會之外， 城邦法律體系的第三個要素，可被視為公民自治的一部分。

## 介紹
公民公報會在許多漢薩同盟城鎮和其他城鎮舉行，大多時間定於冬季：在漢堡，排期是聖湯瑪斯日（12月21）及聖伯多祿寶座節（2月22日），在不來梅是歡喜節（復活節前的第三個星期日），在呂貝克的排期是聖伯多祿寶座節、聖詹姆斯節（5月1日）、聖瑪爾定節 （11月11日）和聖湯瑪斯日。在不來梅的公民公報可包括225件專門項目。1479～1480年之後即使轉以書籍形式發行，大聲朗讀的原則在呂貝克和漢堡一直沿用到19世紀。漢薩日也會透過公民公報（字面意bursprayken）宣告，通常還會附加一些當地內容。各地的公民公報也缺乏統一性；其聲明和內容因當時的城邦和州法律，以及各自的州屬關係而各有所異。

## 字源
拉丁語Civiloquium意為「公民話語」，曾被用來描述第一批公民大會；呂貝克市長每年四次於市政廳宣讀城鎮法令的會議上，也會使用這個術語。  civiloquium源自拉丁語creation civilis（意「關於公民」）和eloquium（意「表達、語言、言論」），由此可以推斷，civiloquium是從中古低地德語 Burspake借來；與之類似的還有plebiloquium和 burgiloquium。  Bursprake這個名稱，也稱為語言或農民語言，基本上代表著「頒布法令的集會」、「公民大會」、「農民法庭」、「法令」、「城鎮法律」、「智慧 – 指示」、「徵稅」和「農民發佈官方通知」。 在中低地德語中， Bursprake一詞意思是公民集會、公民日；也指罵人日（Schwörtag） 或 婚姻（Echteding）。 

## 公報的内容
公民公報規範了城鎮日常生活的各種事務，包括公共秩序和安全、貿易和商業、航運和港口、工資和僕人規定，以及服裝、節日和奢侈品規定。除了誡命之外，公報記錄中還包含禁令，例如，禁止任何針對理事會的自助或任意行動。其中一項戒律是，糾紛只能提交給城邦的法院審理，並且必須遵守城鎮法，而向神職人員或外國法官上訴也被禁止。下面列出的 公報例子會顯示相關內容、結構和組織方面的差異。

## 安克拉姆公報

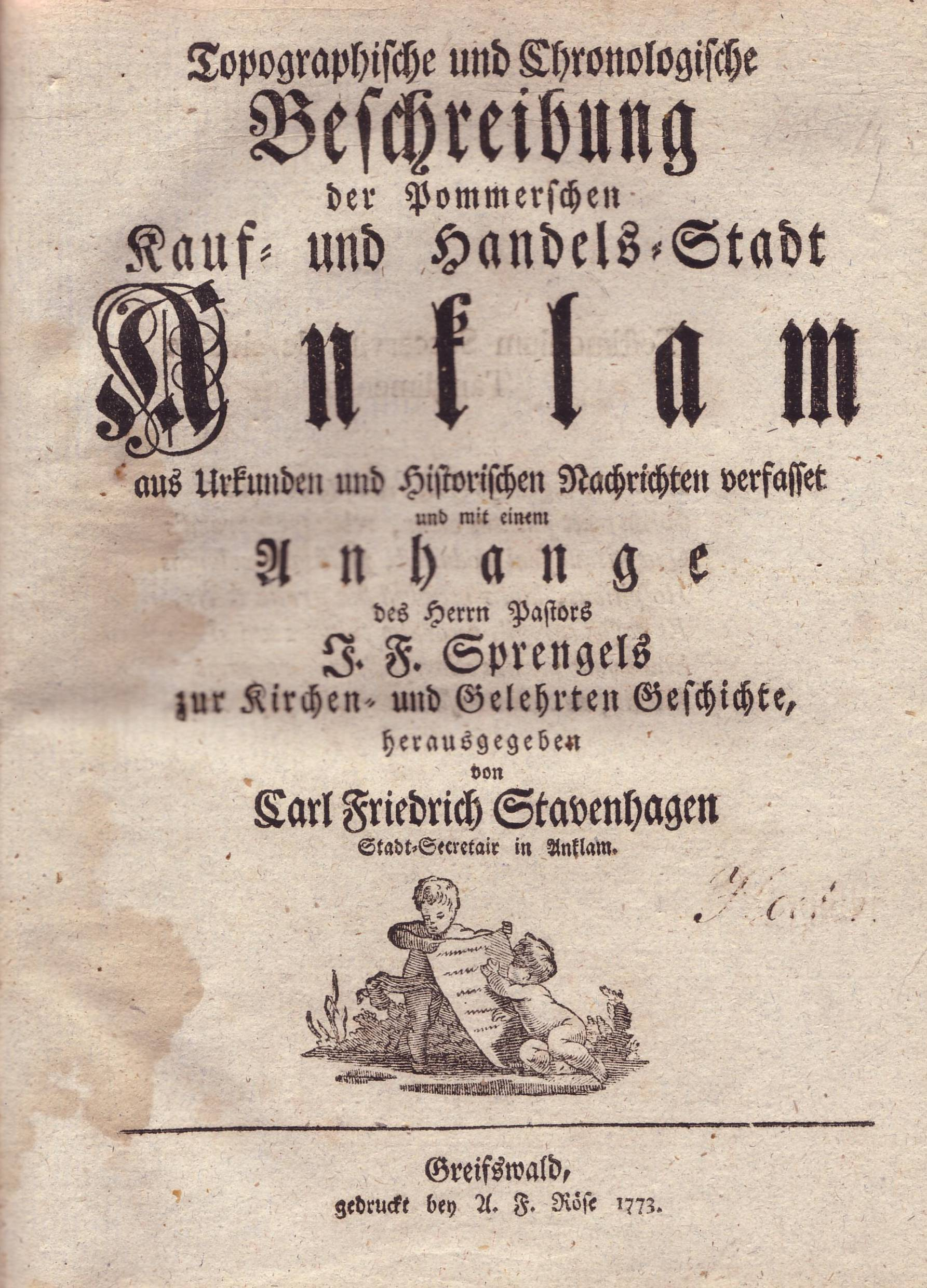
1773年城鎮公報的標題頁。

在漢薩同盟城鎮安克拉姆（梅克倫堡-前波莫瑞州），薩克森羊毛織工於1188年左右定居，並獲得豐厚的利益後，他們籌組了自治政府並任命了代表。自治政府設立的依據包括1330年《舊安克拉姆商人登記冊》，1353年施特拉爾松德、格賴夫斯瓦爾德、安克拉姆和德明四個城鎮的法令，以及最終於1544年頒布的《安克拉姆公民公報》  。該公報一經頒布便被視為法律，主要作為城鎮居民進行貿易和商業活動的指南。 1682年的一份註釋也對Bursprake一詞起源進行了解釋，指出城鎮法令均採用鄉村通俗易懂的語言寫成。然而，這份記錄無法證實，因為Burspray早在高地德語和低地德語區分之前就已存在，並以此命名。更有可能的是，這些敕令指的是一種「城堡或市民語言」，後來被縮寫為Bursprake， 並使用了與「公民大會」相同的術語。

## 巴特拉爾公報
於下薩克森州巴特拉爾的大型蒂耶廣場（Thieplatz）自古以來就被視為村中心；在這裡「所有會議都露天舉行……布爾語（Buur）中的Burstäe，即法庭或社區議會也一同舉辦。過去社區領導人最重要的任務之一是做出司法裁決。」 

## 漢堡公報
漢堡保存多種公民公報，其中最古老的是1346年的佩特里公民公報。當地的宣讀會在固定日期進行，通常是多馬日（聖湯瑪斯日，12月21日）和聖伯多祿寶座節 （2月22日），如有必要，也可在其他日期進行。 聖伯多祿寶座節時舉辦的活動，也標誌著自聖馬丁節以來航運業冬歇期的結束，所以也便於更多公民可以一同出席會議。此外在中世紀時，漢堡市長選舉也會選擇這一天舉行。漢堡公民公報曾在某程度上違反漢薩同盟的規定，例如其內約定在長途貿易中賦予其公民優惠待遇。 它是「在漢堡早於1270年就已提及的原初公民自治機構之一，並於德意志北部廣泛傳播」。這個術語最初所指，是一種議會定期召開或在必要時召開，而在市政廳（較少在講壇上）發佈其法規和公告的公民大會。這種公報自14世紀中葉以來就開始在漢堡使用。它在16世紀以書面形式流傳下來，經過多次修正、補充和更新，之後逐漸衰落。1479～80年時，《漢堡箴言》首次以書籍形式編纂而成，直到19世紀初才以摘錄形式呈現。 

## 呂貝克公報

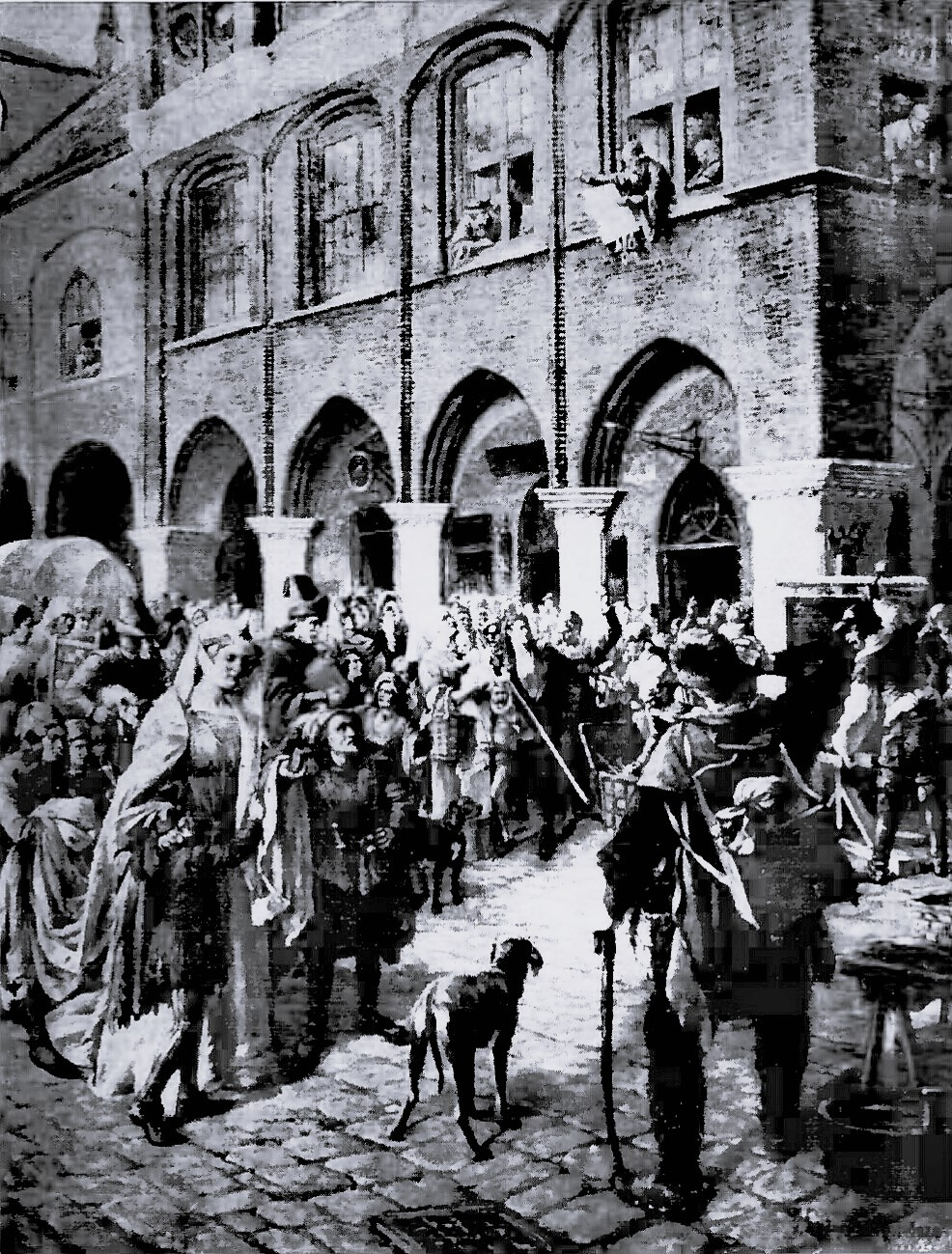
呂貝克市政廳所進行的公報集會。威利博爾德·利奧·馮·呂特根多夫-萊因堡（Willibald Leo von Lütgendorff-Leinburg）1914～15年創作。

在呂貝克依照習俗，每年要誦讀四次公報，「分別在聖彼得節、聖菲利普節、聖馬丁節和聖托馬斯節，如果這幾個節日是星期天，則在下個星期一誦讀」。 舉行時「市長打開窗戶，在社區會議大廳 （Löwinge）或財政部長駐所的走廊，面對街市宣讀；首席公證人站在他身邊，向他朗誦」…最古老的公報書面記錄可追溯到1392年，從1533年到1620 年，記錄中的段落有被反复修改。 

## 新魯平公報
新魯平（勃蘭登堡）公民共識中認定，依照舊城邦憲法，所有公民都必須得以於公民大會內發表意見。根據14世紀的文獻所載明，城鎮的公民大會包括議員、行會領袖和一些賢明公民出席；他們所做決定都明確註明獲全體公民表同意。當這一古老的習俗在15世紀中葉被打破時，公民的抱怨越來越多，這些集會的不滿和騷亂也隨之增加。在1550年當地議會透過選舉詔書成功徹底取締了公報制度，「因為那裡的公民密謀反對議會，而我們將政府委託給了議會，而不是你們。」  1591年成立的一個委員會恢復了公報制度，然後在1594年的休會期間，委員會決定，公報活動應按照理事會或社區認為必要的頻率舉行，此外公民也應服從議會召開的公民會議。而最後在1624年還增加一條規定：「公民公報活動應每年在某一天舉行，即新議會就職後『主的憐憫』日之後的星期一。」  之後「這些公民公報會議是否在特定時間舉行，或僅在理事會希望社區開會時舉行，無法確定。」 

## 庫爾蘭公報
羅賓或羅伯特·奧爾森（Elßen，Elsen也稱Ulßen）於1376年成為利沃尼亞領主；在他統治時期創建里加法典即布爾公報，其於每年米迦勒節前的星期天，都會在市政廳那需要敞開窗戶的儀式上，宣讀這項公報。  公報規範了城鎮中的法律生活。現存最古老里加公報以中古低地德語寫成，日期為1376年。 1376年之前它在拉丁語資料中被提及，例如一封來自里加議會的信，可能寫於1346年：「所以我們說出我們代表的話語，其通稱作公民公報...」  。現存的法律集最初於1376年制定，共96條，後來擴充到100條，之後又根據需要進行過刪減或擴充。 

### 戈爾丁根公報
位處現拉脫維亞的戈爾丁根市鎮也有過自己的公民公報及法令。库爾蘭和瑟米利亞公爵弗里德里希·卡西米爾·凯特勒（1650～1698年）於1695年證實了它的存在，當時強調這種所謂「公民公報」已有使用300年，並且一直在延續。從根本上講，它的許多條款與里加城鎮法及其附則相一致。 

### 溫道公報
文茨皮爾斯市鎮也位於現今拉脫維亞之內，其1495 年因一場大火而失去記錄特權。 經亨利·卡西米爾公爵1694年所確認，溫道自1610年以來也擁有公報體系，而與戈爾丁和里加的公報制度相對應。 

## 維斯馬公報
這個書寫，漢薩同盟城市維斯馬（梅克伦堡-前波莫瑞州）其記錄文献中，在1344年之前並未尋到Bursprake或Ciuiloquium，而第一次可查證的提及溯至1345年。 已知自那時起留存抄本有72份：「其中規定了對違反城鎮法律、誹謗尊貴公民，或缺乏或疏忽世家持有盔甲的行為處以罰款。它規定了城市街道和港池的清潔。此外，它還提到了禁止客商交易和使用偽造的度量衡。它還包含一部奢侈品法典，以及關於賣淫、夜間休息、消防、市民警衛服務、行會准入、農民入城潮、市中心畜牧業以及女傭和農場工人職責的規定。」 

## 梅舍德公報
1486年，西發里亞州梅舍德公民公報的原始形式，是用低地德語寫成的： 
In den Jahren unseres Herrn, als man schrieb Tausend vier Hunden sechs und achtzig, da sind übereingekommen friedlich und einträchtlich Bürgermeister und Rat und alle Gemeinheit Bürger der Freiheit Meschede sämtlich, so sie gelobet haben bei ihrem Eid, dies wie hier nachgeschrieben steht, festiglich zu halten und gehorsam zu sein, als sie gelobet und geschworen haben ihrer einer dem anderen und unserem gnädigsten lieben Herrn von Cöln treu und hold zu sein, seiner Gnade Bestes zu tun, um das Argeste zu wehren, und kehren nach all ihren fünf Sinnen ihrer Macht.——Präambel der Bürgersprache Meschedes
這是1486年梅舍德公民公報的序言。隨後是所謂的 16條，其中規定了具體條款。最後以「阿們」結束。

## 梅克倫堡公國中作為特權體的公報
特別法是指僅適用於特定領域的某些法律規範。梅克倫堡各城鎮建立後不久，市政當局和公民之間就舉行了集會，這些集會被稱為「公民公報/語言」、「晨語」或「農民語言」（德語：conventus forenses；burgiloquia；civilloquia）。為記錄和保護這些決議，從14世紀開始，人們開始將這些決議以書面形式記錄下來，並以集會名稱存檔，並作為附錄附上。 於是，通行的公民公報形式在梅克倫堡幾乎所有城鎮中出現，而直到18世紀後半葉其存在才成為人們關注的焦點。 這些梅克倫堡特權與城鎮權利一起，被視為公民自治最重要的法律基礎。 
法律彙編中的梅克倫堡城鎮權利與公民公報

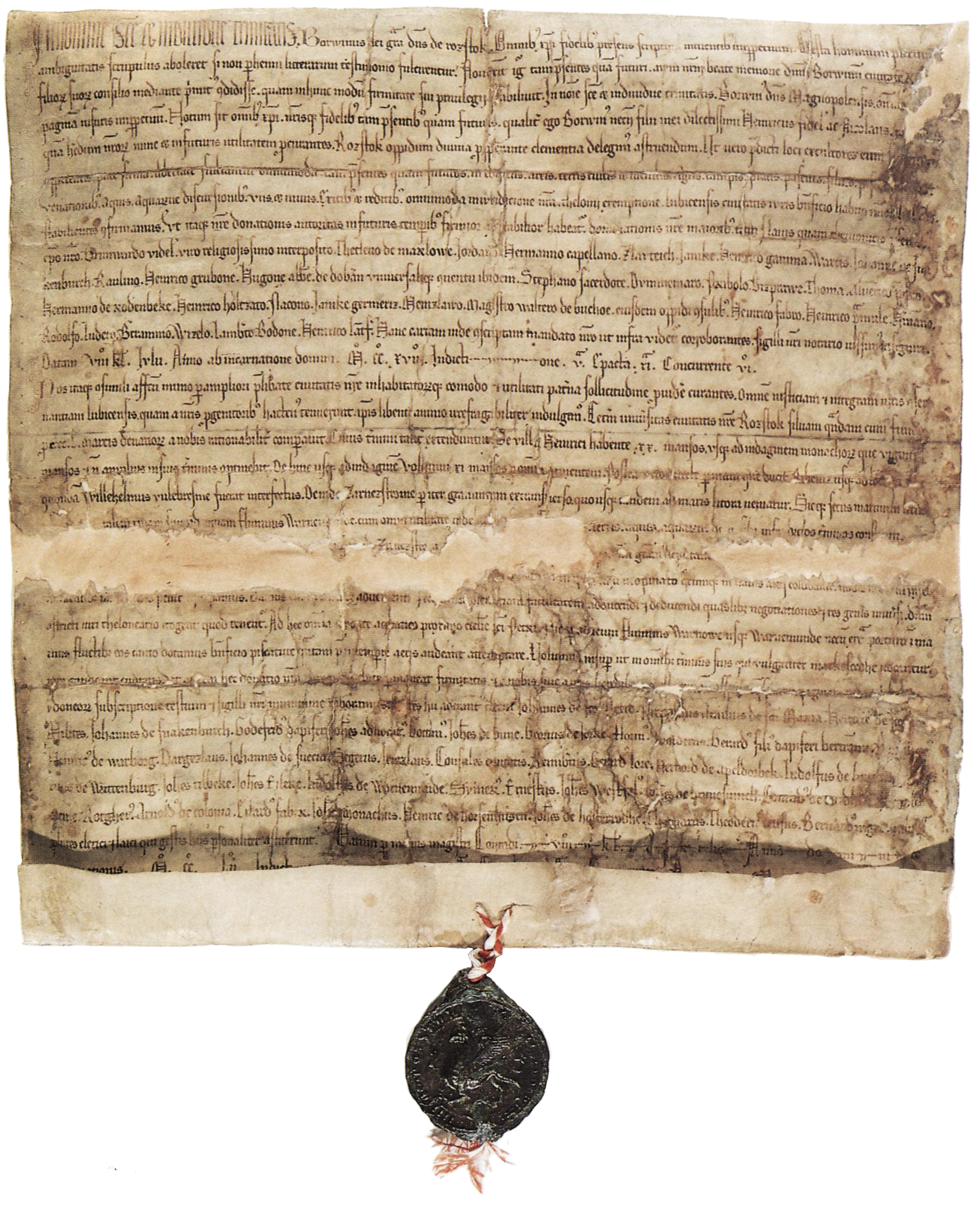
1218年羅斯托克市憲章確認書

城鎮憲章是一項主權法規，城鎮據此升格為自治鎮。這些憲章的定義並不統一，由特權、個人權利和公民公報所組成。梅克倫堡公民公報基礎容納多種權利，包括：

## 歸結
所有公民公報的最大共同點是，在中世紀末期，公民權利都被納入其中並獲領土統治者支持。法律、法規、休會和法令，其效力被有序地收集起來，成為如公民公報一樣，是公民自治的雛形部分。最後一個例子是下萊茵河埃弗薩爾的公民公報，關於它的歷史記載如下：「早期農民透過Bauersprache，即在「公社」（德語：Honnschaft）內部舉行的會議，解決村裡事務。Bauersprache是自由農民的古老權利，其歷史可以追溯到日耳曼時代，自選的陪審員可以憑藉它來為同胞伸張正義。Bauersprache一直存在到17世紀，因為1667年，傳教士沃斯特曼（Vorstman）抱怨說，「農民法庭」和「農民集會」都在星期天舉行，是一種褻瀆。 」

## 文獻
- Dzintra Lele-Rozentäle：Die Stellung der Burspraken von Riga als spezifische Rechtstexte der Stadt. Untersucht anhand des Ciuiloquium von 1376. 引自：Jörg Meier、Arne Ziegler(Hrsg.): Aufgaben einer künftigen Kanzleisprachforschung. (= Beiträge zur Kanzleisprachforschung. 3). Wien, S. 119–130.谷歌图书网站
- Jürgen Bohmbach（德语：Jürgen Bohmbach）, Jochen Goetze: Quellen zur Hansegeschichte. herausgegeben von R. Sprandel. Wissenschaftliche Buchgesellschaft, Darmstadt 1982.
- Jürgen Bolland（德语：Jürgen Bolland）: Hamburgische Burspraken 1346–1594. 2 Bände. Christians Verlag, Hamburg 1960.
- Christian Daniel Anderson ：Hamburgisches Privatrecht: Hamburgische Statuten v. d. J. 1270, 1276, 1292 und 1497. Band 1, Verlag Bohn, 1782, Original von Bayerische Staatsbibliothek, Digitalisiert 20. Juli 2010, „Anhang von der Hamburgischen Bursprake und den Recessen. I. Von der Bursprake“, S. 499 ff 及公民公報載於Google圖書
- Albrecht Greule（德语：Albrecht Greule）, Jörg Meier, Arne Ziegler (Hrsg.): Kanzleisprachenforschung: Ein internationales Handbuch. Verlag Walter de Gruyter, 2012, ISBN 978-3-11-026188-2 。 （公民公報載於Google圖書
- Malte Rehbein. . Georg-August-Universität Göttingen. 2008.